# Peròxid de calci
El peròxid de calci o diòxid de calci és un peròxid inorgànic amb la fórmula CaO₂, format per cations Ca2+ i anions O₂2-. S'utilitza com a font d'oxigen O₂, i de peròxid d'hidrogen, H₂O₂.

## Estructura i propietats
El peròxid de calci es presenta en forma de pols inodora, de color blanc les mostres més pures i de color groc les comercials. Com a sòlid és relativament estable quant a la seva descomposició, ja que no es descompon a temperatura ambient, sinó que comença a descompondre's en arribar als 275 °C.
Quan entra en contacte amb l'aigua, es comença a descompondre i allibera oxigen. Quan es dissol en àcids, forma peròxid d'hidrogen.

## Preparació
El peròxid de calci es produeix combinant hidròxid de calci i peròxid d'hidrogen:
{\displaystyle Ca(OH)_{2}\,+\,H_{2}O_{2}\,\rightarrow \,CaO_{2}\,+\,2H_{2}O}
Per tal d'obtenir peròxid de calci en un alt contingut d'oxigen actiu, una bona estabilitat i uniformitat, el peròxid s'ha d'obtenir assecat. Així tendrà una estructura cristal·lina que permet la filtració ràpida i neta de sals. Per això, s'ha de fer sota operacions molt controlades. La reacció s'ha de fer en un mitjà en que el seu pH oscil·li entre 9,5 i 11 (preferiblement 10,5).

## Usos
S'usa principalment com a oxidant per facilitar l'extracció de metalls preciosos dels seus minerals. En la seva segona principal aplicació, s'usa com a additiu alimentari amb el nombre E930, i per blanquejar farina. En l'agricultura s'usa com a tractament abans de sembrar arròs. Aquest compost també s'utilitza en l'aqüicultura per oxigenar i desinfectar l'aigua. En la indústria de la restauració ecològica s'utilitza com a tractament per a la terra. És utilitzat d'una manera similar al peròxid de magnesi a la indústria de reparació ambiental. S'usa per restaurar la terra i les aigües subterrànies contaminades per petroli. També s'usa amb altres productes per a blanquejar les dents.

## Emmagatzematge
S'ha d'emmagatzemar en un magatzem amb ventilació, sec i net; el més lluny de l'abast del foc possible. S'ha de protegir de la llum directa del sol, allunyat de les fonts de calor. El lloc ha de ser sec, sense humitats ni aigua. Si és possible, s'ha de mantenir allunyat de productes reactius o inflamables: materials combustibles, sofre, fòsfor, etc.

## Riscos
L'exposició al peròxid de calci pot causar irritació a la pell, als ulls i a les vies respiratòries. S'ha d'evitar la ingestió. Si es dona el cas d'un incendi en contacte amb peròxid de calci, ha de ser extingit amb molta quantitat d'aigua, ja que podria fer una gran explosió.